# يفغيني لوفتشيف
يفغيني لوفتشيف (مواليد 29 يناير 1949) هو لاعب كرة قدم. لعب مع منتخب الاتحاد السوفييتي لكرة القدم. سبق له أن لعب في كأس العالم لكرة القدم مع منتخب بلاده.

## روابط خارجية
- يفغيني لوفتشيف على موقع قاعدة بيانات كرة القدم.إي يو (الإنجليزية)
- يفغيني لوفتشيف على موقع ناشيونال فوتبول تيمز (الإنجليزية)
- يفغيني لوفتشيف على موقع عالم كرة القدم.نت (الإنجليزية)
- يفغيني لوفتشيف على موقع أوليمبيديا (الإنجليزية)